# Вулиця Івана Скоропадського (Конотоп)
Вулиця Івана Скоропадського — одна з найстаріших вулиць міста Конотоп Сумської області.

## Розташування
Розташована в районі Загребелля. Пролягає від Путилівської вулиці до вулиці Євгенія Бірюкова.

## Назва
Названа на честь Гетьмана Лівобережної України Івана Скоропадського.

## Історія
Існує з XVIII століття. Вперше згадується у 1782 році. Вулиця міститься на «Плані м. Конотопа 1784 р.». Назва вулиці Миколаївська походила від росташованої на ній церкви Св. Миколая, збудованої близько 1670 р. конотопським сотником Андрієм Кандибою. Церква збереглась до нашого часу.
З 1920-х років — Вулиця Петровського Названа на честь українського радянського державного діяча Григорія Івановича Петровського.
1 грудня 2015 року у рамках декомунізації перейменована на вулицю Івана Скоропадського.

## Пам'ятки архітектури
За адресою вулиця Івана Скоропадського, 61 знаходиться пам'ятка архітектури Миколаївська церква (1891 рік).